# Calyptranthes decandra
Calyptranthes decandra är en myrtenväxtart som beskrevs av August Heinrich Rudolf Grisebach. Calyptranthes decandra ingår i släktet Calyptranthes och familjen myrtenväxter. Inga underarter finns listade i Catalogue of Life.